# Shewanella decolorationis
Shewanella decolorationis es una bacteria gramnegativa , decolorante de tinte, aislada por primera vez de los lodos activados de una planta de tratamiento de aguas residuales.  Es móvil por medio de un único flagelo polar.  El tipo de cepa es S12 T (= CCTCC M 203093 T = IAM 15094 T ).  Su genoma ha sido secuenciado.

## Otras lecturas
- Hong, Yiguo, et al.  "La respiración y el crecimiento de Shewanella decolorationis S12 con un compuesto azoico como único receptor de electrones".  Microbiología Aplicada y Ambiental 73.1 (2007): 64-72.
- Xu, Meiying; Guo, Jun; Zeng, Guoqu; Zhong, Xiaoyan; Sun, Guoping (2005). «Decolorization of anthraquinone dye by Shewanella decolorationis S12». Applied Microbiology and Biotechnology 71 (2): 246-251. ISSN 0175-7598. PMID 16160829. doi:10.1007/s00253-005-0144-1.